# Astylos von Kroton
Astylos von Kroton (altgriechisch Αστυλος oder Αστύαλος  ο Κροτωνιάτης) war ein antiker Athlet aus Kroton (heute Crotone, Süditalien) und siebenfacher Olympiasieger zur Zeit der Perserkriege. Zweimal hintereinander feierte er an einem Tage sowohl Siege im Stadion- als auch im Doppellauf und 480 v. Chr. steigerte er diese Glanzleistung, als er dazu noch den Waffenlauf für sich entschied. Damit war er der zweite Triastes (Dreifachsieger), den die Sportgeschichte des Altertums überliefert.
Astylos war der erste bekannte Athlet der Antike, der seiner Heimatstadt den Rücken kehrte und sich von einer anderen Stadt abwerben ließ. Im Jahre 484 ließ er sich in Olympia als Syrakusaner ausrufen. Mit welchen Mitteln ihn der Tyrann Gelon von Syrakus zu diesem Schritt bewog, ist unklar. Gelon war sehr am Sport interessiert; sein Viergespann hatte 488 in Olympia gesiegt, vielleicht hatte er Astylos bei dieser Gelegenheit kennengelernt. Möglicherweise spielten politische Auseinandersetzungen in Kroton eine Rolle, bei denen eine Partei, deren Anhänger Astylos war, unterlag. Die Krotoniaten fassten diesen Wohnsitzwechsel als Verrat auf und nahmen es Astylos außerordentlich übel; seine Ehrenstatue wurde zerstört und sein Haus in ein Gefängnis verwandelt.
Der Dichter Simonides von Keos verfasste ein Siegeslied (Epinikion) auf Astylos, von dem ein Fragment erhalten ist.